# Фретт, Ла’Киша
Ла’Киша Фретт (англ. La'Keshia Frett; в замужестве Мередит (англ. Meredith); род. 12 июня 1975 года, Кармел, штат Калифорния, США) — американская профессиональная баскетболистка, которая выступала в женской национальной баскетбольной ассоциации. Была выбрана на драфте ВНБА 1999 года в четвёртом раунде под 40-м номером клубом «Лос-Анджелес Спаркс». Играла на позиции лёгкого форварда. По окончании игровой карьеры перешла в тренерский штаб родной команды NCAA «Джорджия Бульдогс». В настоящее время она является ассистентом главного тренера студенческой команды «Виргиния Кавальерс».

## Ранние годы
Ла’Киша Фретт родилась 12 июня 1975 года в городке Кармел (штат Калифорния), училась она в городе Хамптон (штат Виргиния) в средней школе Фибас, в которой выступала за местную баскетбольную команду.